# Jeff Zatkoff
Jeff Zatkoff (né le 9 juin 1987 à Détroit, dans l'état du Michigan aux États-Unis) est un joueur professionnel américain de hockey sur glace.

## Carrière de joueur
Le 1er juillet 2012, il signe un contrat de deux ans avec les Penguins de Pittsburgh. Il passe la saison 2012-2013 dans la Ligue américaine de hockey avec les Penguins de Wilkes-Barre/Scranton, partageant les matchs avec Brad Thiessen. Les deux gardiens sont récompensés à la fin de la saison en recevant le trophée Harry-« Hap »-Holmes remis au gardien de la LAH ayant la plus petite moyenne de buts accordés. Cette année-là sa moyenne est de 1,93, un record pour son équipe des Penguins de Wilkes-Barre/Scranton.
Il est censé commencer la saison 2013-2014 dans la LAH mais à la suite de la blessure de Tomáš Vokoun, il devient gardien remplaçant de Marc-André Fleury avec les Penguins de Pittsburgh dans la Ligue nationale de hockey. Il décroche sa première victoire le 2 novembre 2013 lors d'un blanchissage 3-0.

## Trophées et honneurs personnels
- 2012-2013 : trophée Harry-« Hap »-Holmes avec Brad Thiessen

## Statistiques

### En club
| Saison     | Équipe                            | Ligue      |    | Saison régulière | Saison régulière | Saison régulière | Saison régulière | Saison régulière | Saison régulière | Saison régulière | Saison régulière | Saison régulière | Saison régulière |   | Séries éliminatoires | Séries éliminatoires | Séries éliminatoires | Séries éliminatoires | Séries éliminatoires | Séries éliminatoires | Séries éliminatoires | Séries éliminatoires | Séries éliminatoires |
| Saison     | Équipe                            | Ligue      | PJ | V                | D                | Pr/N             | Min              | BC               | Moy              | % Arr            | Bl               | Pun              | PJ               | V | D                    | Min                  | BC                   | Moy                  | % Arr                | Bl                   | Pun                  |                      |                      |
| 2004-2005  | Musketeers de Sioux City          | USHL       | 24 | 13               | 6                | 3                | 1271             | 54               | 2,55             | 91,4             | 1                | 0                | 2                | 0 | 0                    | 67                   | 10                   | 8,88                 | 70,6                 | 0                    | 0                    |                      |                      |
| 2005-2006  | Redhawks de Miami                 | CCHA       | 20 | 14               | 5                | 1                | 1217             | 41               | 2,02             | 92,8             | 3                | 0                | —                | — | —                    | —                    | —                    | —                    | —                    | —                    | —                    |                      |                      |
| 2006-2007  | Redhawks de Miami                 | CCHA       | 26 | 14               | 8                | 3                | 1542             | 58               | 2,26             | 91,9             | 1                | 0                | —                | — | —                    | —                    | —                    | —                    | —                    | —                    | —                    |                      |                      |
| 2007-2008  | Redhawks de Miami                 | CCHA       | 36 | 27               | 8                | 1                | 2161             | 62               | 1,72             | 93,3             | 3                | 4                | —                | — | —                    | —                    | —                    | —                    | —                    | —                    | —                    |                      |                      |
| 2008-2009  | Reign d'Ontario                   | ECHL       | 37 | 17               | 15               | 3                | 2164             | 107              | 2,97             | 91,5             | 1                | 4                | 7                | 3 | 3                    | 418                  | 26                   | 3,73                 | 87,2                 | 0                    | 0                    |                      |                      |
| 2008-2009  | Monarchs de Manchester            | LAH        | 3  | 1                | 2                | 0                | 182              | 7                | 2,31             | 91,8             | 0                | 0                | —                | — | —                    | —                    | —                    | —                    | —                    | —                    | —                    |                      |                      |
| 2009-2010  | Monarchs de Manchester            | LAH        | 22 | 10               | 9                | 0                | 1170             | 57               | 2,92             | 91,5             | 2                | 0                | —                | — | —                    | —                    | —                    | —                    | —                    | —                    | —                    |                      |                      |
| 2010-2011  | Monarchs de Manchester            | LAH        | 45 | 20               | 17               | 5                | 2508             | 112              | 2,68             | 91,1             | 3                | 2                | 5                | 1 | 3                    | 253                  | 16                   | 3,80                 | 89,1                 | 0                    | 0                    |                      |                      |
| 2011-2012  | Monarchs de Manchester            | LAH        | 44 | 21               | 17               | 1                | 2431             | 101              | 2,49             | 92,0             | 3                | 0                | 2                | 0 | 2                    | 97                   | 7                    | 4,34                 | 86,5                 | 0                    | 0                    |                      |                      |
| 2012-2013  | Penguins de Wilkes-Barre/Scranton | LAH        | 49 | 26               | 20               | 0                | 2799             | 90               | 1,93             | 92,0             | 5                | 2                | 5                | 2 | 3                    | 253                  | 23                   | 5,45                 | 83,8                 | 0                    | 0                    |                      |                      |
| 2013-2014  | Penguins de Pittsburgh            | LNH        | 20 | 12               | 6                | 2                | 1171             | 51               | 2,61             | 91,2             | 0                | 0                | —                | — | —                    | —                    | —                    | —                    | —                    | —                    | —                    |                      |                      |
| 2014-2015  | Penguins de Pittsburgh            | LNH        | 1  | 0                | 1                | 0                | 37               | 1                | 1,62             | 94,1             | 0                | 0                | —                | — | —                    | —                    | —                    | —                    | —                    | —                    | —                    |                      |                      |
| 2014-2015  | Penguins de Wilkes-Barre/Scranton | LAH        | 37 | 18               | 14               | 4                | 2155             | 88               | 2,45             | 91,0             | 3                | 4                | 2                | 0 | 0                    | 58                   | 1                    | 1,03                 | 95,8                 | 0                    | 0                    |                      |                      |
| 2015-2016  | Penguins de Pittsburgh            | LNH        | 14 | 4                | 7                | 1                | 732              | 34               | 2,79             | 91,7             | 0                | 0                | 2                | 1 | 1                    | 117                  | 6                    | 3,08                 | 90,8                 | 0                    | 0                    |                      |                      |
| 2016-2017  | Kings de Los Angeles              | LNH        | 13 | 2                | 7                | 1                | 555              | 27               | 2,94             | 87,9             | 0                | 0                | —                | — | —                    | —                    | —                    | —                    | —                    | —                    | —                    |                      |                      |
| 2016-2017  | Reign d'Ontario                   | LAH        | 8  | 2                | 3                | 1                | 458              | 23               | 3,01             | 90               | 0                | 0                | —                | — | —                    | —                    | —                    | —                    | —                    | —                    | —                    |                      |                      |
| 2017-2018  | Monsters de Cleveland             | LAH        | 17 | 4                | 9                | 0                | 912              | 49               | 3,22             | 88,5             | 2                | 2                | —                | — | —                    | —                    | —                    | —                    | —                    | —                    | —                    |                      |                      |
| 2018-2019  | Straubing Tigers                  | DEL        | 45 | 24               | 20               | 0                | 2 633            | 114              | 2,60             | 91               | 4                | 2                | 2                | 0 | 2                    | 127                  | 7                    | 3                    | 91                   | 0                    | 0                    |                      |                      |
| 2019-2020  | Straubing Tigers                  | DEL        | 30 | 22               | 6                | 0                | 1 696            | 68               | 2,41             | 91,1             | 1                | 0                | —                | — | —                    | —                    | —                    | —                    | —                    | —                    | —                    |                      |                      |
| Totaux LNH | Totaux LNH                        | Totaux LNH | 48 | 18               | 21               | 4                | 2 491            | 113              | 2,72             | 90,8             | 1                | 0                | 2                | 1 | 1                    | 117                  | 6                    | 3,07                 | 90,8                 | 0                    | 0                    |                      |                      |